# Агабеков, Маис Алишир оглы
Маис Алишир оглы Агабеков (азерб. Mayis Əlişir oğlu Ağabəyov; 1 мая 1941, Баку — 17 июня 2020, Баку) — советский и азербайджанский художник и художник-постановщик кино, Народный художник Азербайджана (2000).

## Биография
Маис Агабеков родился в Баку 1 мая 1941 года. В 1961 году выпустился из Азербайджанского государственного училища им. Азима Азимзаде.

### Творческая деятельность
В 1969 году начал работать на киностудии «Азербайджанфильм» имени Джафара Джаббарлы.
Агабеков являлся художником-постановщиком таких фильмов, среди них — «Насими», «Бабек», «Постарайся не дышать» «Низами», «Разрушенные мосты (фильм, 2004)», «Легенда серебряного озера», «Цена счастья», «Загородная прогулка», «Жизнь испытывает нас», «День казни» и другие.
Маис Агабеков скончался 17 июня 2020 года.

## Премии, ордена, медали
- 1992 год — Заслуженный художник Азербайджана[3]
- 1993 год — Заслуженный художник Азербайджана[4]
- 2000 год — Народный художник Азербайджана[5]
- 2004 год — Персональная пенсия Президента Азербайджанской Республики[6]
- 2012 год — премия Хумай
- 2015 год — Национальная кинопремия Союза кинематографистов Азербайджанской Республики